# 多信使天文学
多信使天文学是基于针对各种不同的“信使”（messenger）信号的、相互协作的天文观测和解释的一种天文学。行星际探测器可以造访太阳系内的天体，但是如果超出了这个范围之外，那么信息就只能依赖“系外信使”了。四种系外信使包括：电磁辐射、引力波、中微子，以及宇宙射线。它们是由不同的天体物理过程产生的，因此揭示了有关产生这些现象的源头的不同的信息。
一般认为，太阳圈（日球层）以外的主要的多信使源主要包括致密双星（黑洞和中子星）、超新星、不规则中子星、伽马射线暴、活动星系核、相对论性喷流。下表列出了几种不同类型的事件，以及预期的信使。
如果发现了某种信使而没有同时发现另一种，也会揭示一些信息。
| 事件类型     | 电磁辐射 | 宇宙射线 | 引力波 | 中微子 | 事件举例                                |
| ------------ | -------- | -------- | ------ | ------ | --------------------------------------- |
| 太阳耀斑     | 有       | 有       | -      | -      | SOL1942-02-28                           |
| 超新星       | 有       | -        | 预测   | 有     | SN1987A                                 |
| 中子星合并   | 有       | -        | 有     | 预测   | GW170817                                |
| 耀变体       | 有       | -        | -      | 有     | TXS 0506+056 (IceCube)                  |
| 活动星系核   | 有       | 可能的   |        | 有     | M77 (IceCube)                           |
| 潮汐瓦解事件 | 有       | 可能的   | 可能的 | 有     | AT2019dsg (IceCube) AT2019fdr (IceCube) |

## 观测网络
1999年在布鲁克黑文国家实验室建立的、并从2005年开始自动运行的“超新星早期预警系统”（SNEWS），结合了多重中微子探测器来产生超新星告警(参见微中子天文学)。
2013年建立的天体物理学多信使天文台网络（AMON），是一个更大并更具雄心的项目，目的是为早期观测的数据分享提供便利，并鼓励对“亚阈值”事件进行搜寻——这些事件对于任何单个设备来说都不易察觉。该网络的总部位于宾夕法尼亚州立大学。

## 里程碑
- 20世纪40年代：一些宇宙射线被确定为是在太阳耀斑中形成的。[5]
- 1987年：超新星SN1987A所发射中微子，被神冈NDE-Ⅱ、IMB、巴克桑中微子天文台一同探测到——比光学天文望远镜发现该超新星所发出的光要早了好几个小时。
- 2017年8月： NGC 4993星系发生了一次中子星相撞事件，产生了引力波信号GW170817，这个信号被LIGO/Virgo协作行动观测到。在1.7秒后，费米伽马射线太空望远镜和国际伽玛射线天体物理实验室（INTEGRAL）发现了伽马射线暴GRB 170817A。11小时后，智利的拉斯坎帕纳斯天文台发现了光学信号SSS17a，随后，哈勃太空望远镜和暗能量相机也发现了它。尼尔·格雷尔斯雨燕天文台发现了紫外线信号，而钱德拉X射线天文台则发现了X射线信号，卡尔·G甚大天线阵发现了射电信号，对此次观测进行了补充。这是首次出现的、与相关电磁信号同时被发现的引力波事件，因此对于多信使天文学来说是一个重大突破。[14]而未观测到中微子的原因则被归结为喷发方向极度离轴。[15]在2017年12月9日，天文学家们报告了一个来自GW170817/GRB 170817A/SSS17a方向的亮度增加的X射线发射。[16][17]
- 2017年9月 (2018年7月对外公布)：在9月22日，冰立方协作组织记录了一起极高能量（约290太电子伏）中微子事件，命名为“冰立方-170922A”[18][19][20][21]。该组织向合作机构发出预警，寻求可能的来源。费米大面积望远镜（LAT）协作组织发现了大约100兆电子伏的伽马射线[22]，而神奇伽马射线望远镜（MAGIC）协作组织则发现了来自耀变体 TXS 0506+056的介于100~400吉电子伏之间的伽马射线[23]。两起事件分别在9月28日和10月4日被上报，并且被认为与中微子信号的位置一致[24]。这些信号可以被解释为是超高能量的质子在耀变体喷流被加速，产生了中性介子（衰变为伽马射线）和带电介子（衰变为中微子）。[25]这是中微子探测器首次被用于定位天体，并且识别出了一个宇宙射线的源。[24][26][27][28][29]
- 2019年10月（2021年2月宣布）：10月1日，在IceCube上检测到高能量中微子，并在可见光，紫外线，X射线和无线电波中发现了潮汐瓦解事件AT2019DSG的来源[10]。
- 2019年11月（2022年6月宣布）：由IceCube检测到的第二个高能量中微子与潮汐瓦解事件AT2019FDR相关[30]。
- 2023年6月：天文学家使用新的级联中微子技术[31]首次检测中微子从银河系的銀河平面释放，创建了第一个基于中微子的银河系地图[32][33]。